# 유연평
청하공왕 유연평(淸河恭王 劉延平, ? ~ 144년)은 후한의 황족으로, 화제의 조카 낙안이왕의 아들이다.

## 생애
영초 3년(109년), 후사 없이 죽은 민왕의 뒤를 이어 청하왕에 봉해졌다.
건강 원년(144년)에 죽으니 시호를 공이라 하였고, 작위는 아들 유산이 이었다.

## 출전
- 범엽, 《후한서》 권6 효순효충효질제기·권55 장제팔왕열전

| 전임 당숙 청하민왕 유호위 | 후한의 청하왕 109년 ~ 144년 7월 병오일 | 후임 아들 유산 |